# Grupa Azoty Prorem
Grupa Azoty PROREM Sp. z o.o. (skrócona nazwa: Grupa Azoty PROREM) – spółka wykonawcza, wchodząca w skład Grupy Kapitałowej Polskie Konsorcjum Chemiczne sp. z o.o., należącej do Grupy Azoty S.A. (dawne Zakłady Azotowe w Tarnowie-Mościcach S.A.), z siedzibą w Kędzierzynie-Koźlu. Spółka specjalizuje się w nadzorowaniu, wykonawstwie, rozruchu oraz przekazywaniu do użytku nowych oraz użytkowanych już obiektów. Kluczową działalnością spółki jest także bieżąca obsługa konserwacyjno-remontowa obiektów produkcyjnych w Grupie Azoty.

## Akcjonariat spółki
Grupa Azoty Polskie Konsorcjum Chemiczne Sp. z o.o. – 100% udziałów.

## Władze
- Artur Sebesta – prezes zarządu,
- Andrzej Paryło – wiceprezes Zarządu ds. Techniczno-Handlowych,
- Katarzyna Piekarska – członek Zarządu ds. Finansowych[5].

## Historia
Przedsiębiorstwo rozpoczęło działalność w grudniu 1998 r. pod nazwą Przedsiębiorstwo Robót Remontowo-Montażowych Zakładów Azotowych w Tarnowie-Mościcach „PROReM”. W styczniu 2001 r. doszło do połączenia spółki z Zakładem Remontów Specjalistycznych „REMZAT” sp. z o.o. W grudniu 2001 r. nastąpiła zmiana nazwy spółki na „PROReM” Sp. z o.o.
Dzięki przekazaniu zasobów ludzkich i sprzętowych przez Zakłady Azotowe w Tarnowie-Mościcach S.A. w maju 2002 r. spółka poszerzyła działalność o prace likwidacyjne i demontażowe instalacji, a w sierpniu 2004 r. utworzyła nowe działy – Biuro Konstrukcyjne, Laboratorium Metalograficzne i Zespół Wibroakustyki.
W październiku 2011 r., w ramach konsolidacji i restrukturyzacji spółek zależnych, 100% udziałów w spółce nabyło Polskie Konsorcjum Chemiczne sp. z o.o. W lipcu 2012 r. doszło do połączenia PROReM Sp. z o.o. ze spółkami Rekom sp. z o.o. i ZAK Serwis sp. z o.o. z Kędzierzyna-Koźla. W 2014 r. spółka została wyróżniona w rankingu „Złota Setka”.
Grupa Azoty PROREM zatrudnia blisko 600 pracowników.